# پورت مکنیل
پورت مکنیل (به انگلیسی: Port McNeill) یک منطقهٔ مسکونی در کانادا است که در منطقه مونت ودینگتون، جزیره ونکوور، بریتیش کلمبیا واقع شده‌است. پورت مکنیل ۱۳٫۷۷ کیلومتر مربع مساحت و ۲٬۵۰۵ نفر جمعیت دارد و ۱۰ متر بالاتر از سطح دریا واقع شده‌است.